# Centre d’entraînement pour l’émanation de l’énergie atma

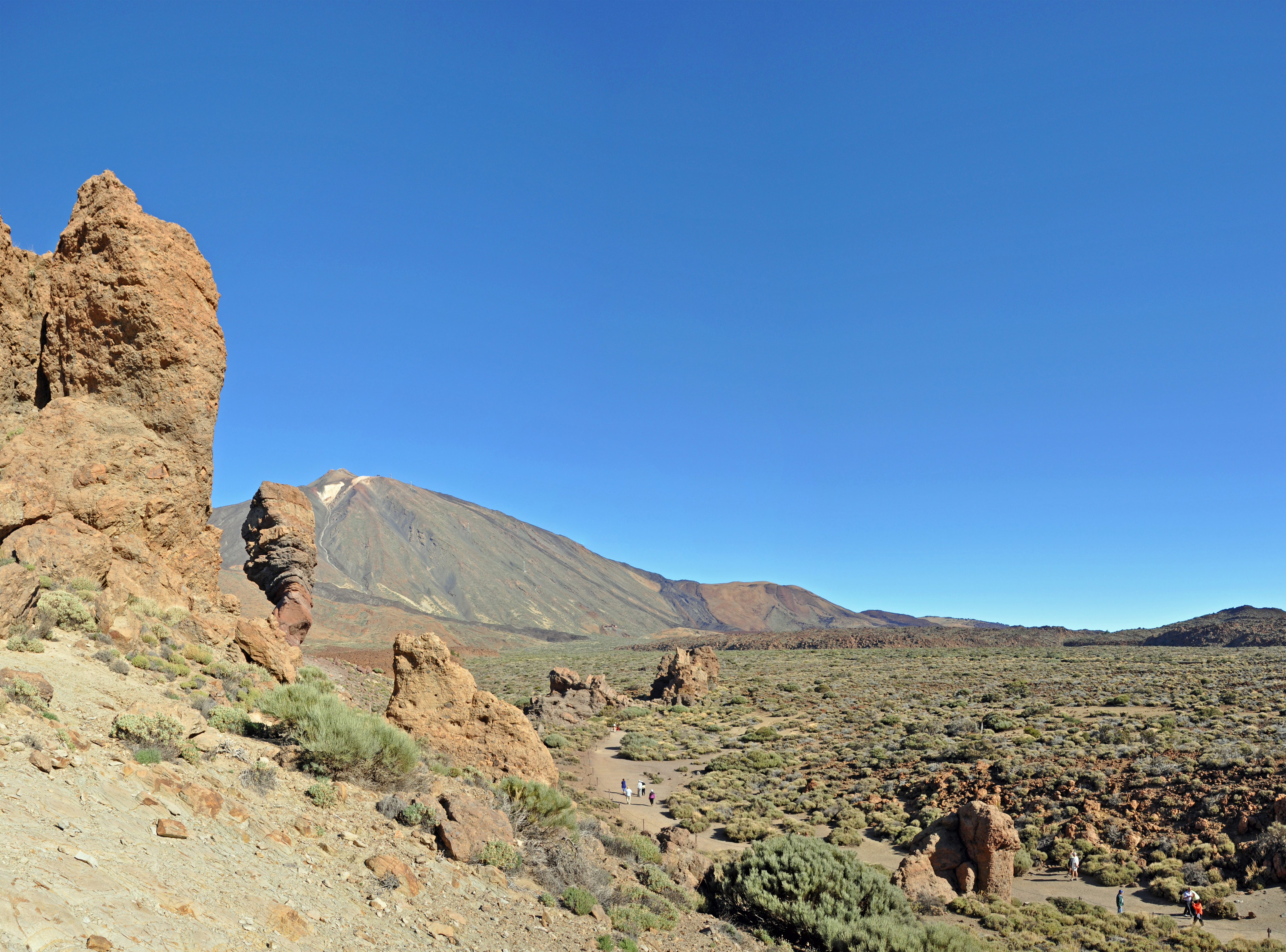
Parc national du Teide.

Le Centre d’entraînement pour l’émanation de l’énergie atma (Trainingszentrum zur Freisetzung der Atma-Energie), mieux connu dans les médias espagnols comme secta de Heide Fittkau, était un groupe sectaire principalement actif à Tenerife (Espagne) et en Allemagne. Considéré au départ comme une branche de l'Ordre du Temple solaire,  il s'est avéré finalement qu'il était issu d'une scission de Brahma Kumaris,. La secte a été suspectée de planifier un suicide rituel dans le parc national du Teide à Tenerife. Le groupe croyait que la fin du monde approchait et qu'ils seraient sauvés par des vaisseaux spatiaux,. Cependant, selon le spécialiste des religions Georg Schmid et le sociologue Massimo Introvigne, il n'y avait pas d'intention de suicide collectif,. Le journaliste et spécialiste des sectes Pepe Rodriguez ne croit pas non plus à un projet suicidaire.
Les médias l'ont appelée « secte de Heide Fittkau» en référence à sa fondatrice, c'est principalement sous ce nom qu'il est connu aujourd'hui en Espagne,.

## Soupçon de suicide collectif
La secte a été fondée par la psychologue allemande Heide Fittkau Garthe qui, le 15 août 1994, a vendu tous ses biens et s'est installée à Tenerife. Elle était adorée par ses adeptes sous le nom de « Mère Aida ».
On l’a soupçonnée initialement d'avoir tenté de se suicider avec son groupe le 8 janvier 1998 dans le Parc national du Teide, tentative interrompue par un raid de la police sur les lieux que la secte occupait à Santa Cruz de Tenerife.
Selon les polices espagnole et allemande, le groupe aurait prévu d'effectuer un suicide similaire à celui commis par l'Ordre du Temple solaire (OTS) le 4 octobre 1994 à Cheiry et Salvan, deux villages suisses, première phase d'une série de suicides collectifs. En effet, 48 adeptes de l'Ordre du Temple solaire s’étaient tués avant le cataclysme final qu’ils croyaient proche. En outre, seulement trois ans plus tard, en 1997, la secte Heaven's Gate avait également provoqué un suicide rituel à San Diego. Ces événements ont attiré l'attention de la police sur l'organisation de Garthe.
La préparation de la cérémonie avait pris plusieurs mois. Au moment de l'arrestation des membres de la secte, ils fêtaient leur départ par un dîner d'adieu. Selon un des policiers participant à l'opération, ils portaient des tuniques longues, étaient nu-pieds et écoutaient une musique de méditation[pas clair]. Quatre voitures appartenant à Heide Fittkau Garthe se trouvaient à proximité, ainsi que d'autres véhicules loués pour aller à Teide. Ils croyaient qu'un vaisseau spatial allait recueillir leurs esprits et les transporter vers une planète inconnue, les sauvant ainsi de la fin du monde. Dans le cas contraire, ils se seraient suicidés collectivement,.
Cependant, de récents articles dans Tenerife News et Diario de Avisos ainsi que d'autres opinions ont remis en question l’intention suicidaire de Garthe et de son groupe,.
La sociologue Susan Palmer déplore que « l'acquittement de Fittkau-Garthe ait été à peine mentionné dans les nouvelles ».